# Разговори
Разговори (трад. кин. 論語; упрошћ. кин. 论语; пин. lún yǔ) је скуп изрека и идеја кинеског филозофа Конфучија и његових ученика. Верује се да су дело саставили његови ученици током Периода зараћених држава (475-221. г.п. н. е.).